# Bezirk Tempelhof-Schöneberg
Tempelhof-Schöneberg ist der siebte Verwaltungsbezirk von Berlin. Am 31. Dezember 2024 hatte er 337.361 Einwohner.
Im Jahr 2001 ist der Bezirk im Rahmen der Verwaltungsreform durch Fusion der bisherigen Bezirke Tempelhof und Schöneberg entstanden. Sitz des Bezirksamtes ist das Rathaus Schöneberg.
Das Mercedes-Benz-Werk im Süden des Bezirks zählt zu den größten privaten Arbeitgebern der Stadt Berlin. Am Bahnhof Südkreuz hat sich mit dem EUREF-Quartier ein Zentrum für die Energiewirtschaft etabliert.
Bekannt ist der Berliner Bezirk für das Tempelhofer Feld als Freizeitraum und Veranstaltungsfläche. Der Ortsteil Schöneberg ist u. a. für seine homosexuelle Szene im sogenannten Regenbogenkiez um den Nollendorfplatz berühmt.

## Geographie
Der Bezirk erstreckt sich von der südlichen Innenstadt Berlins weiter zur Südgrenze der Stadt. Der Bezirk ist sehr unterschiedlich besiedelt. In Schöneberg, dem bevölkerungsreichsten Ortsteil Tempelhof-Schönebergs, lebt mehr als ein Drittel der Bevölkerung des Bezirks. Friedenau ist der kleinste Ortsteil des Bezirks (und einer der kleinsten in Berlin), aber dafür der am dichtesten besiedelte Ortsteil Berlins.
Im Jahr 2014 wurde ein Tausch von Flächen mit dem angrenzenden Bezirk Friedrichshain-Kreuzberg beschlossen.

### Stadtgebiet

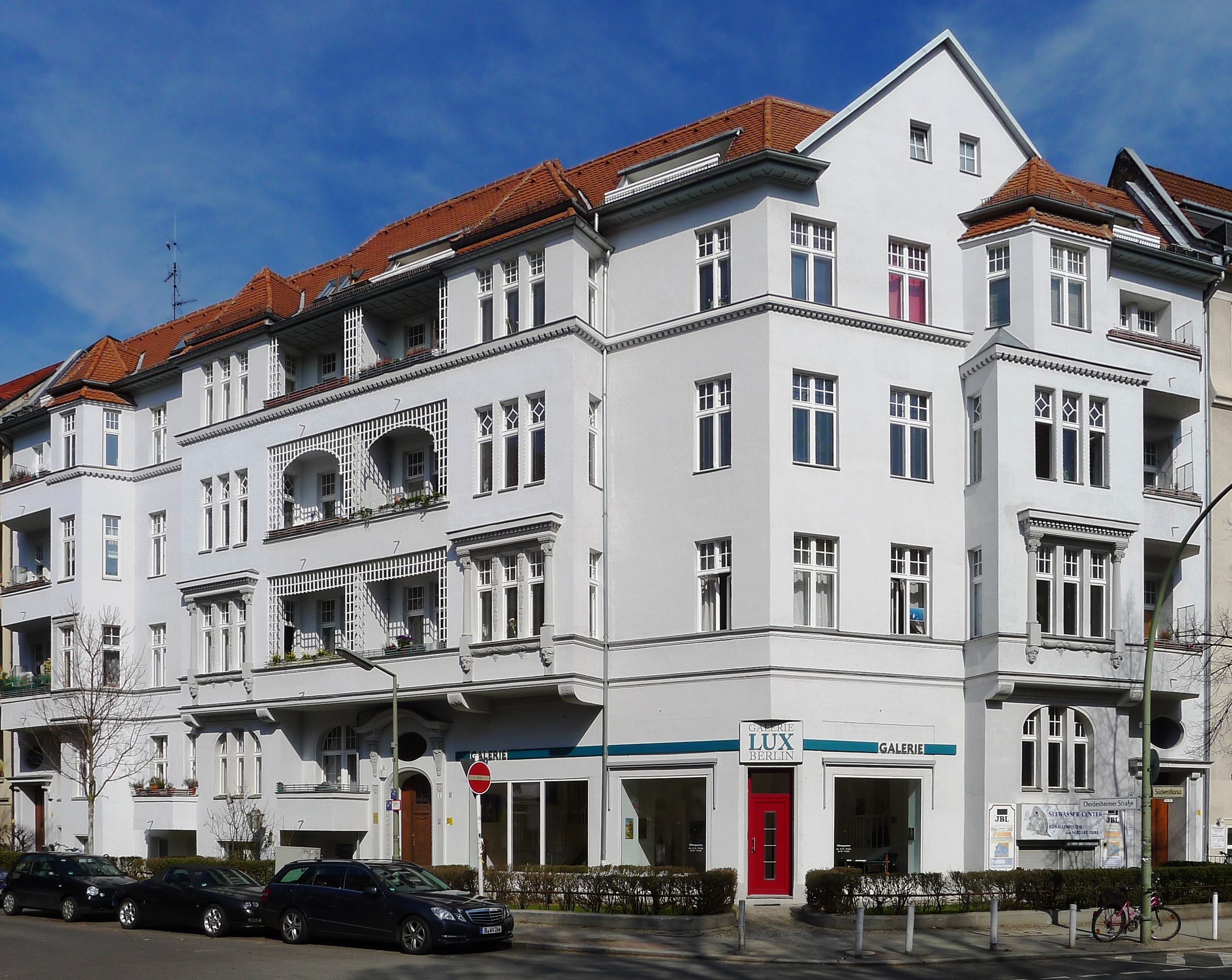
Mietshaus in Friedenau

Die Flächennutzung im Bezirk im Jahr 2008:
- Tempelhof-Schöneberg insgesamt 5310 ha
- Gebäude- und Freifläche: 3076 ha (1719 ha Wohnfläche, 538 ha Gewerbe- und Industriefläche)
- Betriebsfläche: 27 ha
- Erholungsfläche: 584 ha (58 ha Sportplätze und Freibäder, 527 ha Grünanlagen und Camping)
- Verkehrsfläche: 1354 ha (862 ha Straßen, Plätze und Wege, 491 ha Bahn- und Flugplatzgelände)
- Landwirtschaftsfläche: 60 ha
- Waldfläche: 48 ha
- Wasserfläche: 42 ha
- Flächen anderer Nutzung: 118 ha (117 ha Friedhöfe)
- Freizeitflächen: 172 Kinderspielplätze (406.145 m²), 7 Hallen-, Frei- und Sommerbäder (8.493 m²), 115 Sportanlagen (343.864 m²), 1 Trabrennbahn (261.673 m²)

### Ortsteile
Der Bezirk Tempelhof-Schöneberg unterteilt sich in sechs Ortsteile:

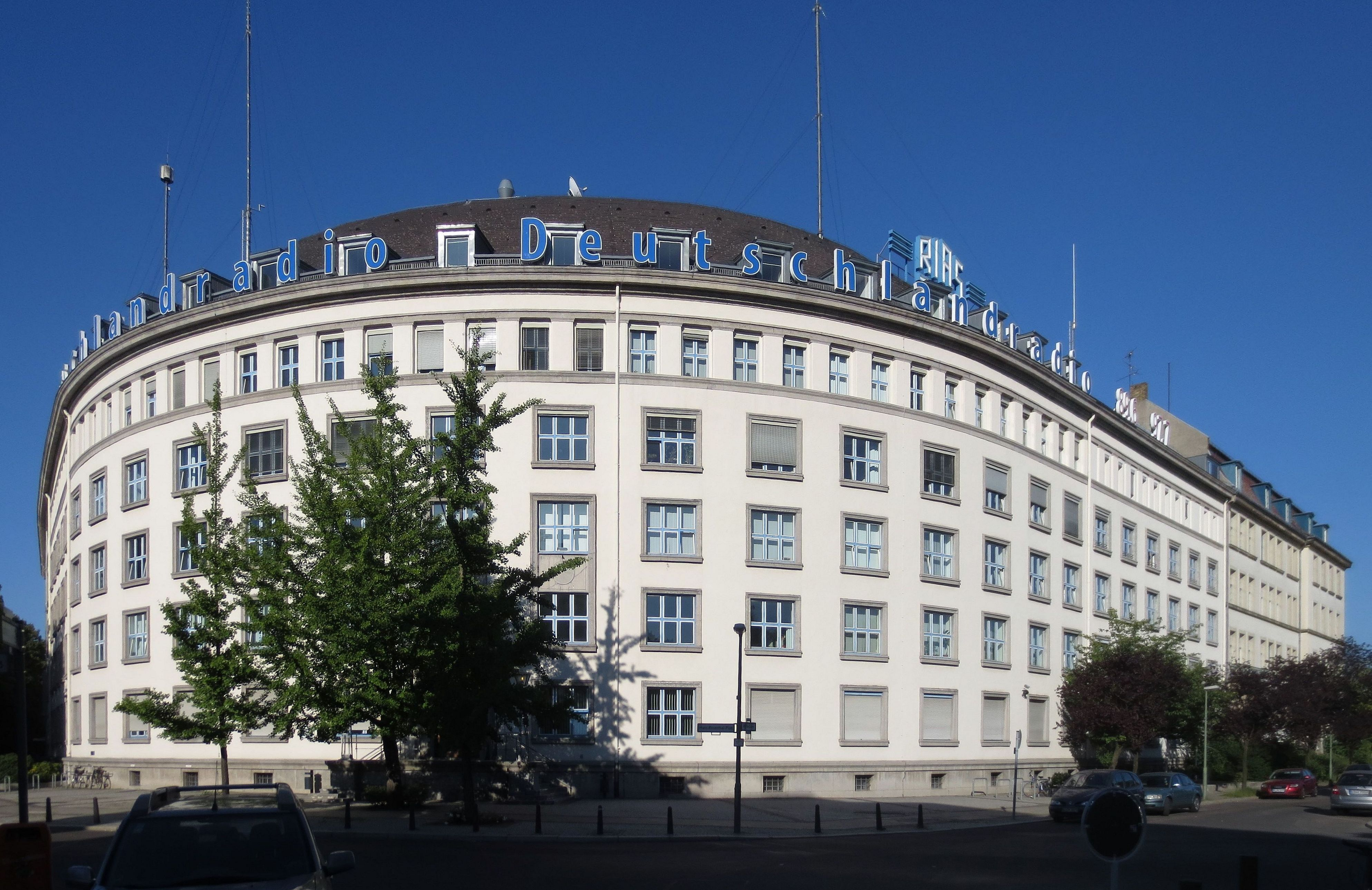
Funkhaus des Senders Deutschlandradio in Schöneberg

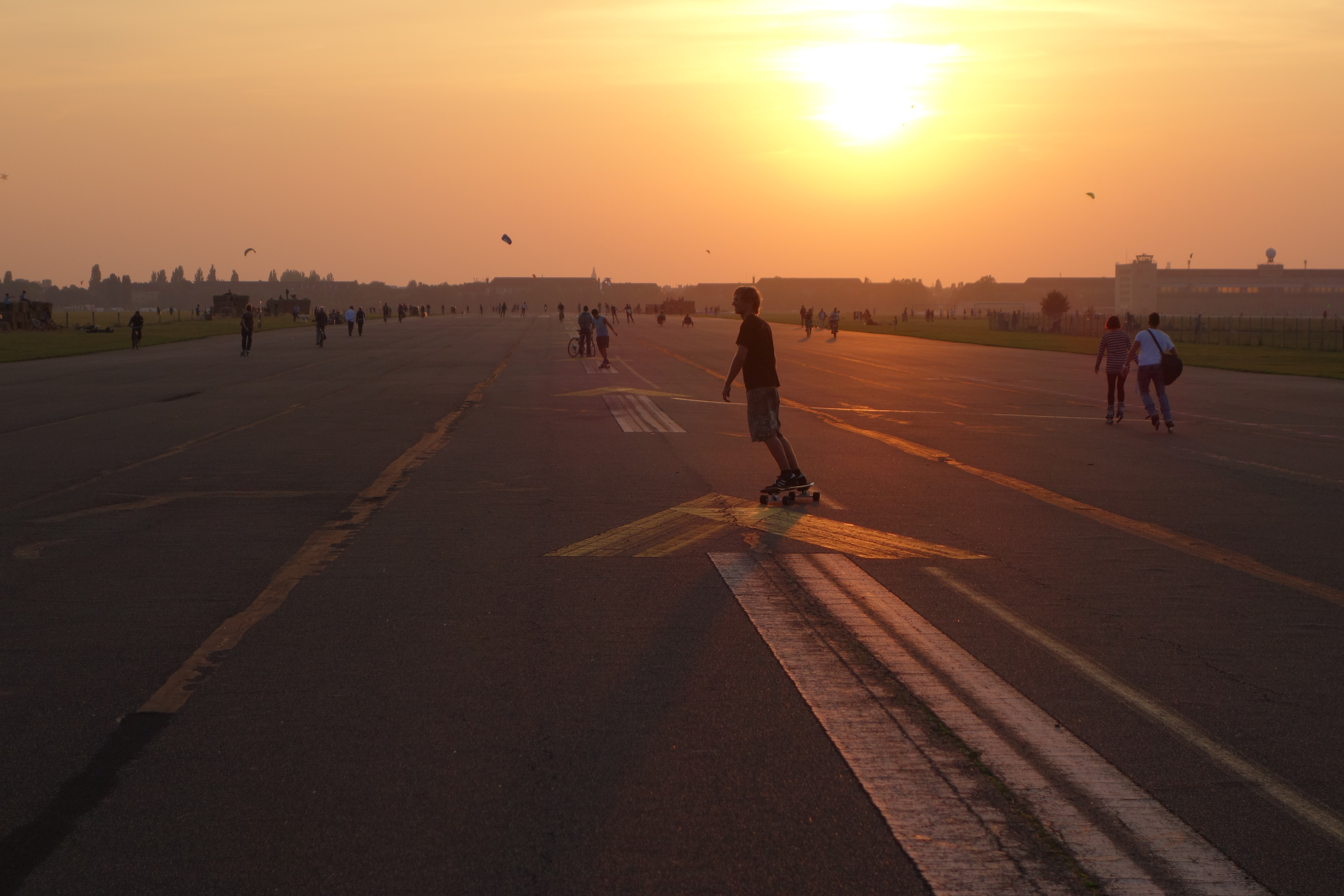
Tempelhofer Feld

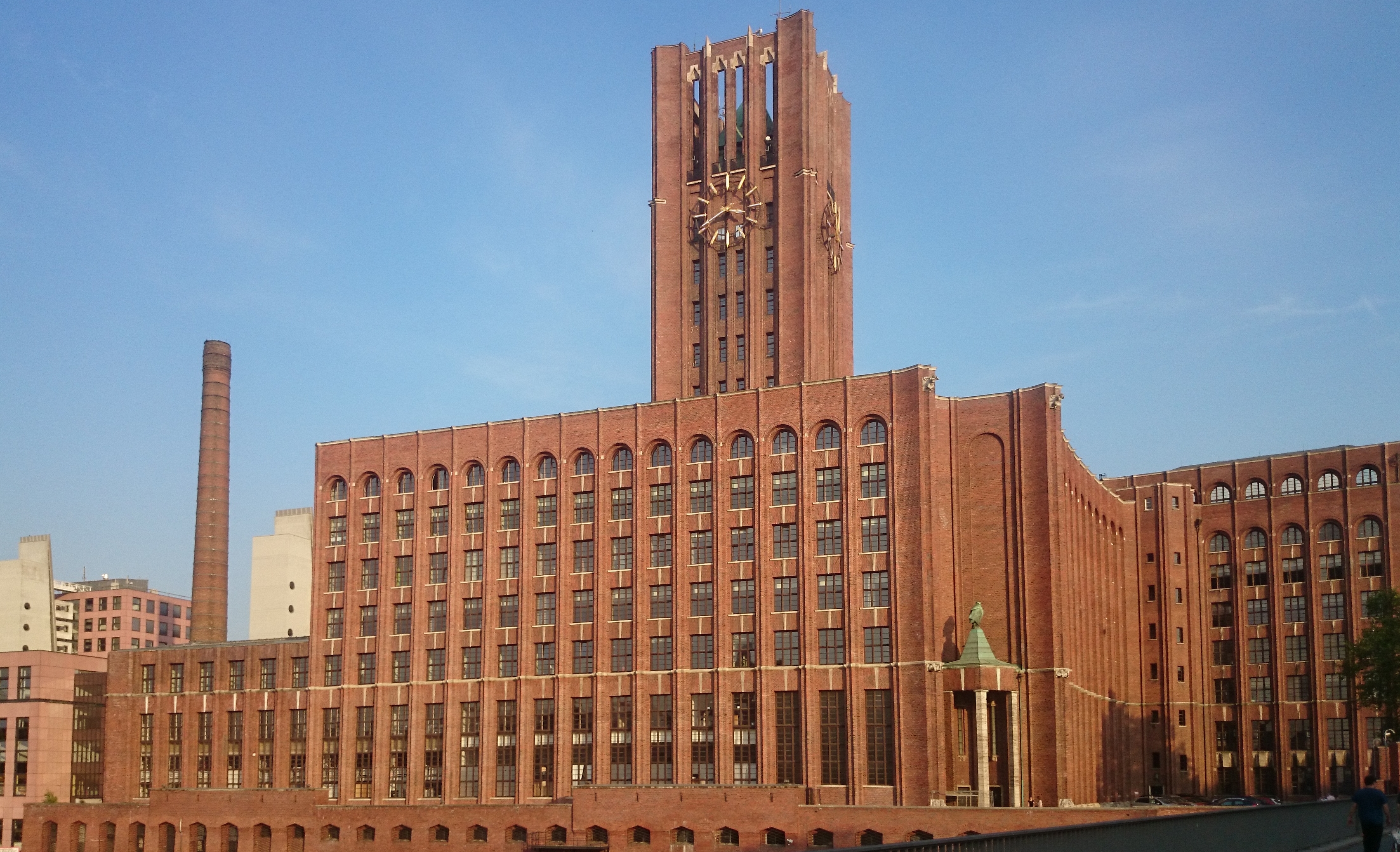
Ullsteinhaus in Tempelhof

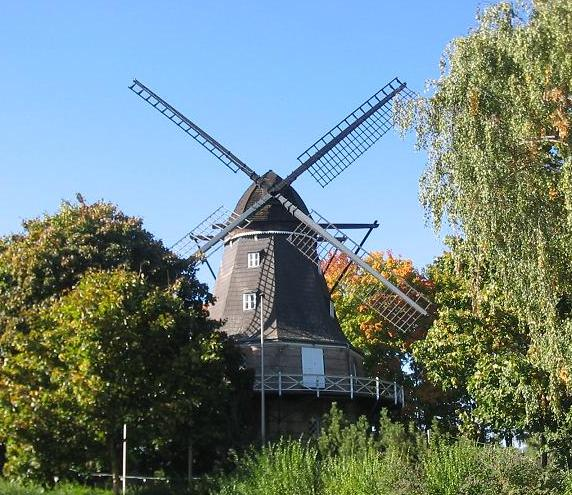
Adlermühle in Mariendorf

| Ortsteil und Ortslagen | Fläche (km²) | Einwohner 31. Dezember 2024 | Einwohner pro km² | Lage                                       |
| --- | ------------ | --------------------------- | ----------------- | ------------------------------------------ |
| 0701 Schöneberg - Bayerisches Viertel - Ceciliengärten - Nollendorfkiez - Kielgan-Viertel - Rote Insel - Siedlung Lindenhof - Alboinplatz | 10,60        | 125.060                     | 11.798            | Ortsteile des Bezirks Tempelhof-Schöneberg |
| 0702 Friedenau | 1,65         | 29.406                      | 17.822            | Ortsteile des Bezirks Tempelhof-Schöneberg |
| 0703 Tempelhof - Neu-Tempelhof - Tempelhofer Feld                                                                                         | 12,20        | 63.580                      | 5.211             | Ortsteile des Bezirks Tempelhof-Schöneberg |
| 0704 Mariendorf - Alt-Mariendorf | 9,38         | 53.758                      | 5.731             | Ortsteile des Bezirks Tempelhof-Schöneberg |
| 0705 Marienfelde | 9,15         | 32.365                      | 3.537             | Ortsteile des Bezirks Tempelhof-Schöneberg |
| 0706 Lichtenrade | 10,10        | 52.790                      | 5.227             | Ortsteile des Bezirks Tempelhof-Schöneberg |

### Stadtquartiere und Plätze
(Auswahl)
- Bayerisches Viertel

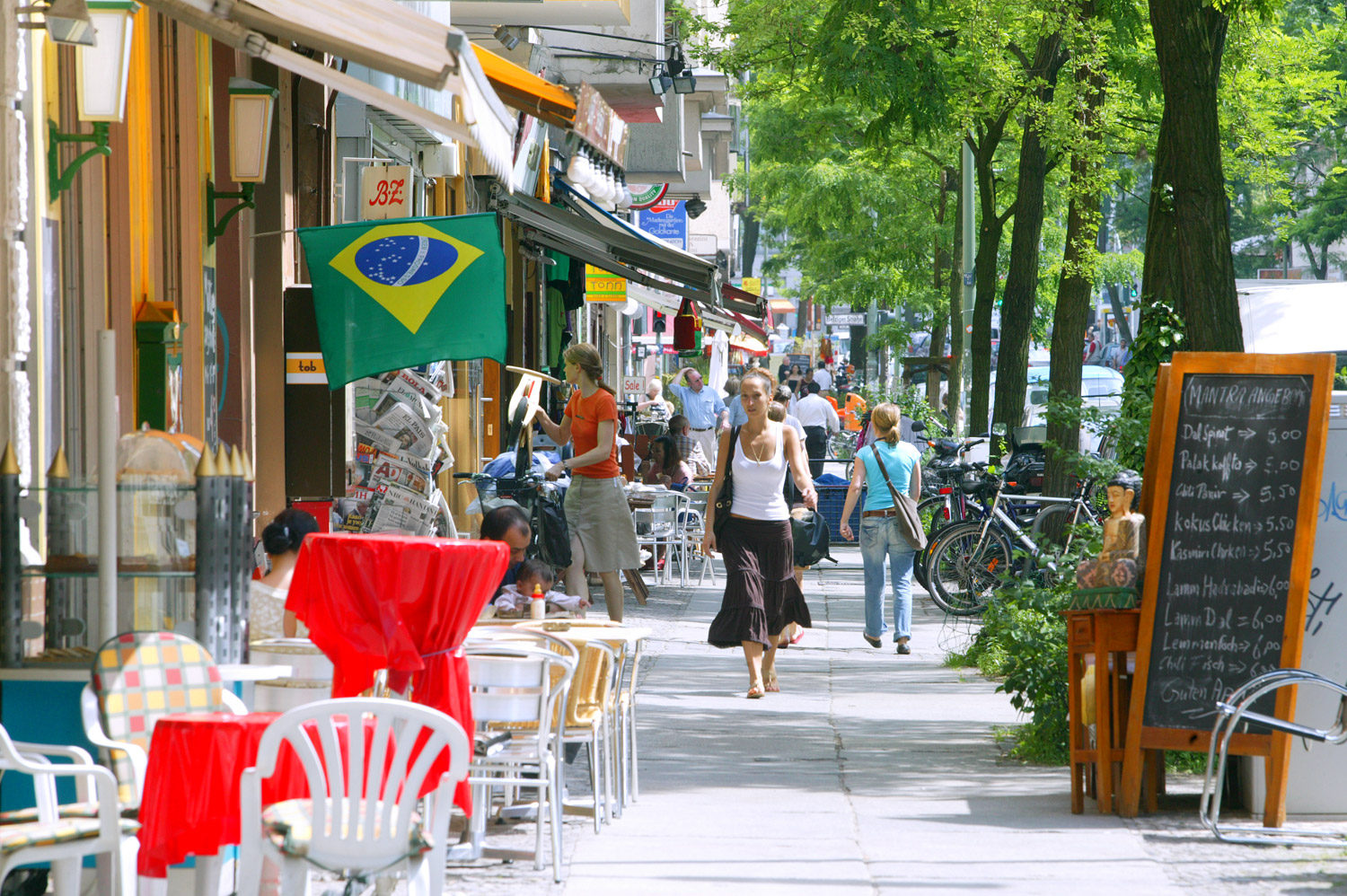
Akazienstraße in Schöneberg

- Ceciliengärten, denkmalgeschützte Siedlung
- Rote Insel
- Siedlung Lindenhof
- Alboinplatz
- Bayerischer Platz
- Breslauer Platz
- Friedrich-Wilhelm-Platz
- Grazer Platz
- Innsbrucker Platz
- Kaisereiche
- Richard-von-Weizsäcker-Platz
- Leuthener Platz
- Nollendorfplatz
- Perelsplatz
- Platz der Luftbrücke
- Viktoria-Luise-Platz
- Wartburgplatz
- Winterfeldtplatz
- Wittenbergplatz

### Parkanlagen

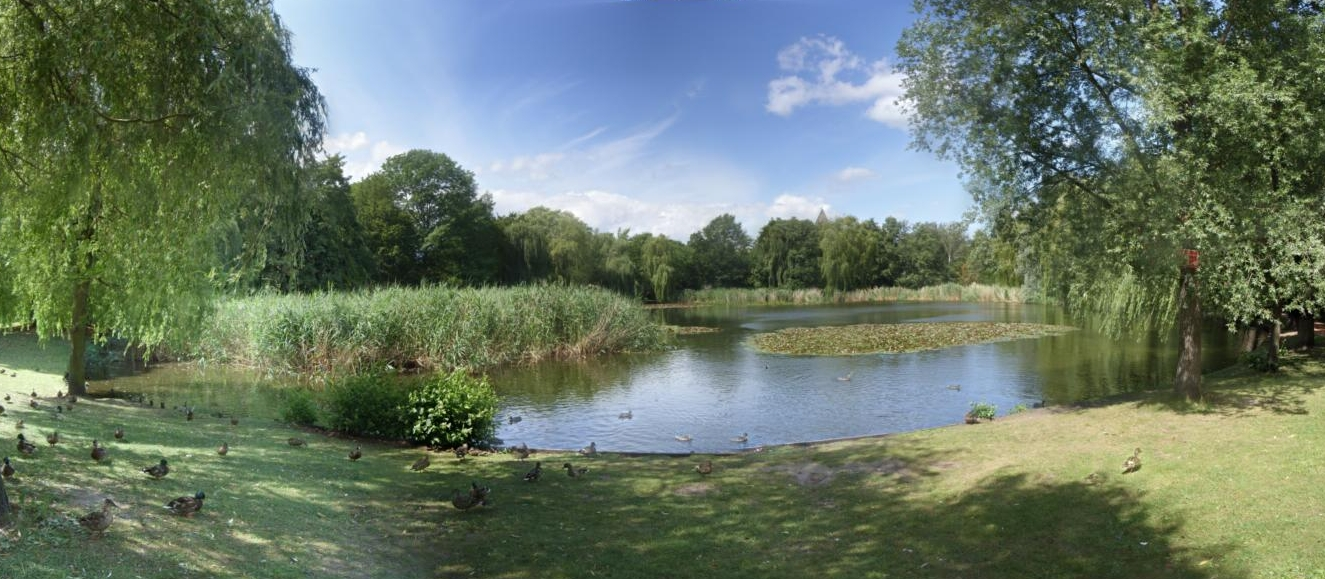
Teich in Lichtenrade

| Parks - Heinrich-von-Kleist-Park - Rudolph-Wilde-Park am Rathaus Schöneberg - Natur-Park Schöneberger Südgelände - Hans-Baluschek-Park - Insulaner - Bosepark, Lehnepark, Alter Park und Franckepark am Rathaus Tempelhof - Volkspark Mariendorf - Gutspark Marienfelde - Freizeitpark Marienfelde - Lichtenrader Volkspark - Park am Gleisdreieck | Friedhöfe - Alter St.-Matthäus-Kirchhof auf der „Roten Insel“ mit Grabstätten von Jacob und Wilhelm Grimm - Alter Zwölf-Apostel-Kirchhof in Schöneberg - Friedhof Eisackstraße in Schöneberg - Friedhof Schöneberg III in Friedenau mit Ehrengräbern von Marlene Dietrich und Helmut Newton - Friedhof Lichtenrade - Friedhof Marienfelde - Christus-Friedhof in Mariendorf |

### Umwelt
Im Umfeld des Bahnhofes Südkreuz wurden im Jahre 2006 Beschwerden erhoben über die Lautstärke von Durchsagen.

## Geschichte

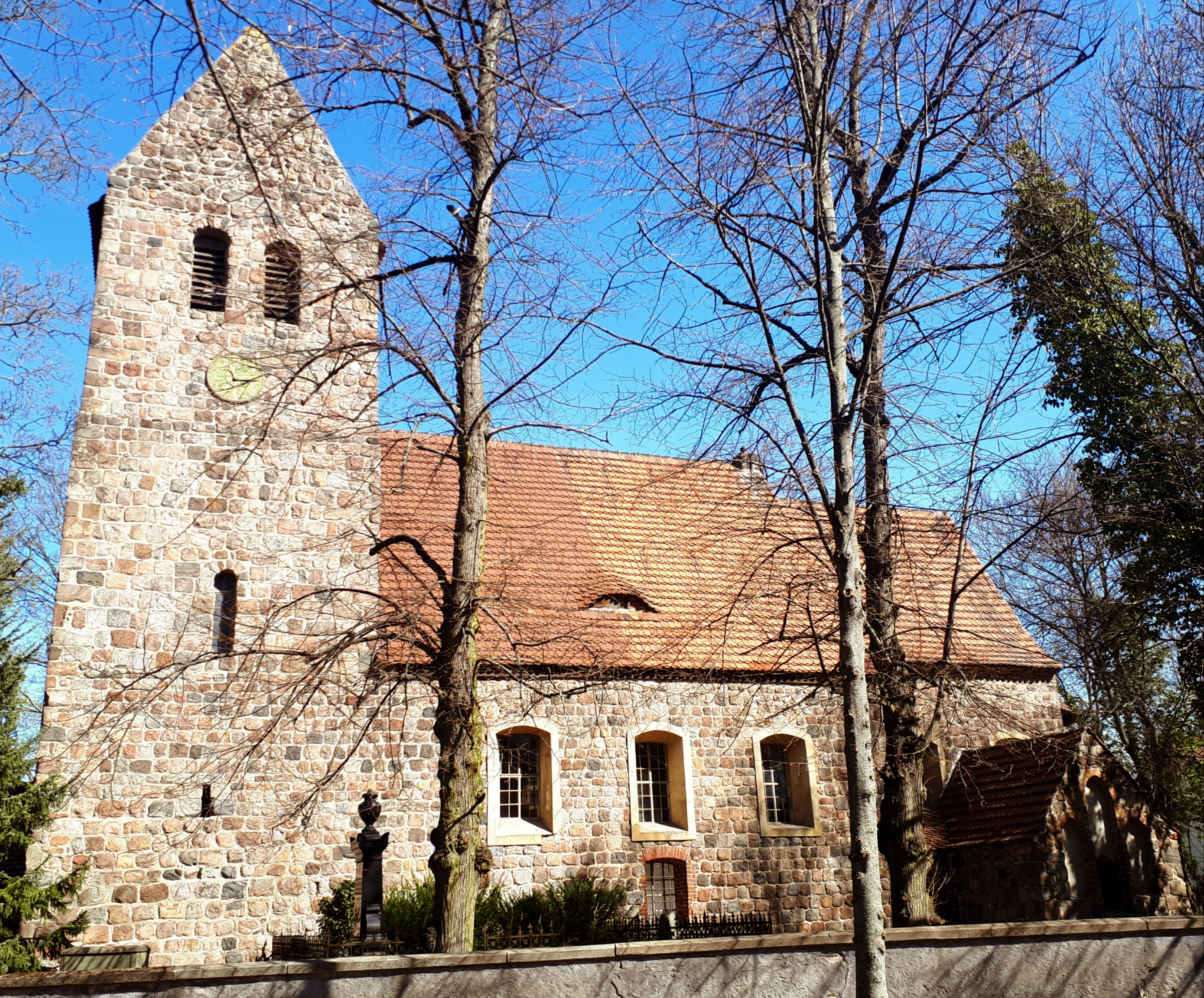
Dorfkirche Marienfelde, erbaut im 13. Jahrhundert

### 1920–2000
Mit der Bildung von Groß-Berlin am 1. Oktober 1920 verlor Schöneberg seine Selbstständigkeit und bildete von da an gemeinsam mit Friedenau den 11. Berliner Verwaltungsbezirk Schöneberg. Der Bezirk Tempelhof wurde im gleichen Jahr aus den bis dahin zum Landkreis Teltow gehörenden Gemeinden Tempelhof, Mariendorf (ohne Südende), Marienfelde und Lichtenrade als 13. Verwaltungsbezirk gebildet.
Das Gebäude des Berliner Kammergerichts wurde in der Zeit des Nationalsozialismus für die Prozesse gegen Beteiligte des Attentats vom 20. Juli 1944 vom Volksgerichtshof für die Durchführung von Schauprozessen genutzt. Nach dem 2. Weltkrieg war es bis 1948 Sitz des Alliierten Kontrollrats. Anschließend wurde das Gebäude bis 1990 von der Alliierten Luftfahrtsicherheitszentrale genutzt. 1971 unterzeichneten Vertreter der vier Alliierten Siegermächte hier das sog. Viermächteabkommen über den Status Berlins. Seit 1997 ist es wieder Sitz des Kammergerichts.
Der Bezirk Schöneberg gehörte von 1945 bis 1990 zum Amerikanischen Sektor von Berlin (West-Berlin). Im Rathaus Schöneberg hatten während der Teilung Berlins das Berliner Abgeordnetenhaus (bis 1993) und der Senat von West-Berlin ihren Sitz.
Das Rathaus und die darauf zulaufenden Straßen waren der Ort vieler Kundgebungen und des Staatsbesuches des US-Präsidenten John F. Kennedy. Dort hielt er 1963 seine Rede mit dem berühmten Zitat „Ich bin ein Berliner“.

### Seit 2001
Am 11. Juli 2000 haben die Bezirksämter Schöneberg und Tempelhof in einer gemeinsamen Sitzung beschlossen, dass der aus den bisherigen Bezirken Schöneberg und Tempelhof zum 1. Januar 2001 gebildete Bezirk den Namen Tempelhof-Schöneberg tragen soll: „Die Bezirksämter halten es für zweckmäßig, dem kraft Gesetzes zum 1. Januar 2001 gebildeten Bezirk unter Voranstellung des Namens des einwohner- und flächenmäßig größeren Bezirks den Doppelnamen ‚Tempelhof-Schöneberg‘ zu geben.“

## Bevölkerung
Am 31. Dezember 2024 zählte der Bezirk Tempelhof-Schöneberg 337.361 Einwohner auf einer Fläche von 53,1 Quadratkilometern. Somit lag am Stichtag die Bevölkerungsdichte bei 6.355 Einwohnern pro Quadratkilometer und damit über dem Berliner Durchschnitt.
| Jahr | Einwohner |
| ---- | --------- |
| 2001 | 333.489   |
| 2002 | 331.949   |
| 2003 | 330.514   |
| 2004 | 329.059   |
| 2005 | 327.765   |
| 2006 | 326.842   |
| 2007 | 325.951   |
| 2008 | 326.867   |
| 2009 | 328.097   |
| 2010 | 329.245   |

| Jahr | Einwohner |
| ---- | --------- |
| 2011 | 329.361   |
| 2012 | 328.428   |
| 2013 | 331.822   |
| 2014 | 335.767   |
| 2015 | 341.161   |
| 2016 | 346.108   |
| 2017 | 348.739   |
| 2018 | 351.429   |
| 2019 | 350.984   |
| 2020 | 349.539   |

| Jahr | Einwohner |
| ---- | --------- |
| 2021 | 348.523   |
| 2022 | 353.913   |
| 2023 | 355.868   |
| 2024 | 356.959   |

Die unten stehenden Einwohnerzahlen (Stand: jeweils am 31. Dezember) basieren, abweichend von der Bevölkerungsfortschreibung des Amtes für Statistik Berlin-Brandenburg, auf Daten des Einwohnermelderegisters des Berliner Landesamtes für Bürger- und Ordnungsangelegenheiten.

### Bevölkerungsstruktur
Die folgende Tabelle zeigt Angaben zur Struktur der Bevölkerung von Tempelhof-Schöneberg am 31. Dezember 2024.
| Geschlecht      | Anzahl  | Anteil |
| --------------- | ------- | ------ |
| männlich        | 175.519 | 49,2 % |
| weiblich        | 181.440 | 50,8 % |
| Insgesamt       | 356.959 | 100 %  |
|                 |         |        |
|                 |         |        |
| Altersgruppen   |         |        |
| unter 20        | 062.039 | 17,4 % |
| 20 bis unter 40 | 102.313 | 28,6 % |
| 40 bis unter 65 | 117.325 | 32,9 % |
| ab 65           | 075.282 | 21,1 % |
| Insgesamt       | 356.959 | 100 %  |

| Herkunft                            | Anzahl  | Anteil |
| ----------------------------------- | ------- | ------ |
| Deutsche ohne Migrationshintergrund | 204.528 | 57,3 % |
| Deutsche mit Migrationshintergrund  | 068.849 | 19,3 % |
| Ausländer                           | 083.582 | 23,4 % |
| Insgesamt                           | 356.959 | 100 %  |
|                                     |         |        |
| Wohnlagen                           |         |        |
| einfache Wohnlagen bzw. ohne Angabe | 089.407 | 25,1 % |
| mittlere Wohnlagen                  | 208.562 | 58,4 % |
| gute Wohnlagen                      | 058.990 | 16,5 % |
| Insgesamt                           | 356.959 | 100 %  |

| Religion            | Anzahl  | Anteil |
| ------------------- | ------- | ------ |
| evangelisch         | 053.818 | 15,1 % |
| römisch-katholisch  | 031.801 | 08,9 % |
| sonstige bzw. keine | 271.340 | 76,0 % |
| Insgesamt           | 356.959 | 100 %  |

Das Durchschnittsalter im Bezirk lag am 31. Dezember 2024 bei 44,0 Jahren (Berliner Durchschnitt: 42,8 Jahre).

### Gesundheit
In Tempelhof-Schöneberg liegt die geburtenstärkste Klinik Deutschlands. 2021 kamen im St. Joseph Krankenhaus 4548 Kinder zur Welt.

## Politik

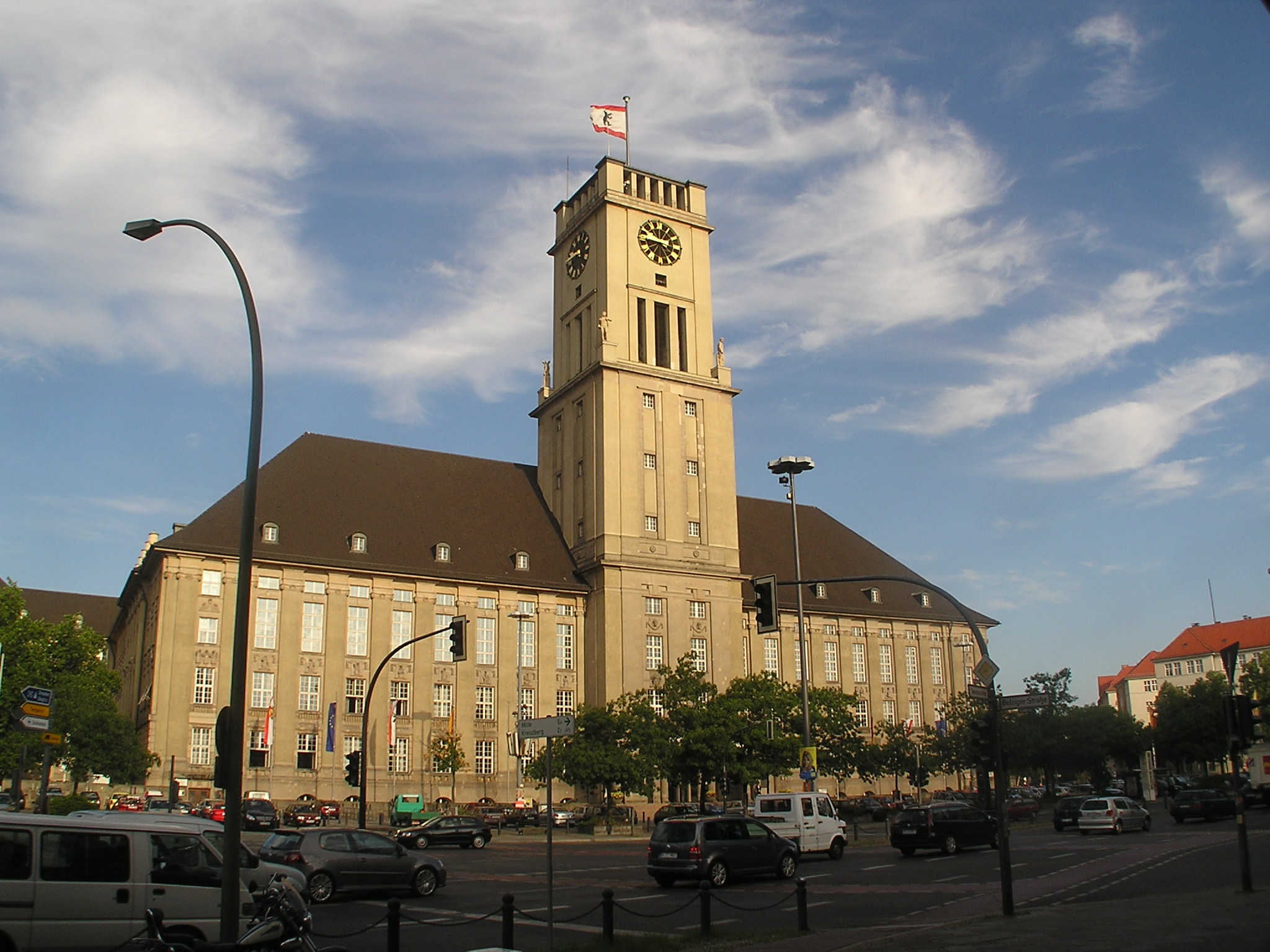
Rathaus Schöneberg, Sitz des Bezirksbürgermeisters

### Bezirksverordnetenversammlung
Die Wahl zur Bezirksverordnetenversammlung (BVV) des Bezirks Tempelhof-Schöneberg am 12. Februar 2023 führte zu folgendem Ergebnis:
| Wahl zur Bezirksverordnetenversammlung Tempelhof-Schöneberg 2023Wahlbeteiligung: 60,7 % 403020100 30,823,719,77,96,34,17,5 CDUGrüneSPDLinkeAfDFDPSonst.Gewinne und Verlusteim Vergleich zu 2021 %p 10 8 6 4 2 0 −2 −4+10,0+0,1−3,8−0,9+0,5−2,9−3,0CDUGrüneSPDLinkeAfDFDPSonst. | Sitzverteilung (Stand: 2025)Insgesamt 55 Sitze - CDU: 19 - Grüne: 14 - SPD: 12 - Linke: 3 - AfD: 3 - FDP: 2 - BSW: 2 |

Im November 2023 wechselten zwei Mitglieder der Linkspartei zum Bündnis Sahra Wagenknecht (BSW).

### Bezirksbürgermeister
| Amtszeit                              | Bezirksbürgermeister | Partei                |
| ------------------------------------- | -------------------- | --------------------- |
| 1. Januar 2001 – 19. Dezember 2001    | Dieter Hapel         | CDU                   |
| 19. Dezember 2001 – 23. November 2011 | Ekkehard Band        | SPD                   |
| 23. November 2011 – 17. November 2021 | Angelika Schöttler   | SPD                   |
| seit 17. November 2021                | Jörn Oltmann         | Bündnis 90/Die Grünen |

Der Bezirk Tempelhof-Schöneberg ist auf Landesebene im Rat der Bürgermeister und in der AG Ressourcensteuerung vertreten.

### Bezirksamt
Mitglieder des Bezirksamts sind (Stand: 2025):
|                     | Partei                | Funktion                               | Geschäftsbereich                                                                                  |
| ------------------- | --------------------- | -------------------------------------- | ------------------------------------------------------------------------------------------------- |
| Jörn Oltmann        | Bündnis 90/Die Grünen | Bezirksbürgermeister                   | Finanzen, Personal, Wirtschaftsförderung, Beauftragte, Sozialraumorientierte Planungskoordination |
| Matthias Steuckardt | CDU                   | stellvertretender Bezirksbürgermeister | Soziales und Bürgerdienste                                                                        |
| Eva Majewski        | CDU                   | Bezirksstadträtin                      | Stadtentwicklung und Facility Management                                                          |
| Tobias Dollase      | parteilos, für CDU    | Bezirksstadtrat                        | Schule, Sport, Weiterbildung und Kultur                                                           |
| Saskia Ellenbeck    | Bündnis 90/Die Grünen | Bezirksstadträtin                      | Ordnung, Umwelt, Straßen und Grünflächen                                                          |
| Oliver Schworck     | SPD                   | Bezirksstadtrat                        | Jugend und Gesundheit                                                                             |

Für den Bezirk sind die Amtsgerichte Schöneberg und Kreuzberg sowie die Finanzämter Schöneberg und Tempelhof zuständig.

### Bundestagswahlen
Bei Bundestagswahlen bildet der Bezirk den Wahlkreis 81 Berlin-Tempelhof – Schöneberg. Direkt gewählter Wahlkreisabgeordneter war 2021 bis 2025 Kevin Kühnert (SPD), seitdem ist es Moritz Heuberger (Bündnis 90/Die Grünen).

### Wappen
Das heutige Wappen wurde am 25. März 2003 durch den Senat von Berlin verliehen.
Wappenbeschreibung: In dem durch einen grünen Stab silbern-golden gespaltenen Schild über einem grünen Bogenschildfuß mit Mittelkuppe vorn ein schwebendes rotes Kreuz mit verbreiterten Enden, hinten ein schreitender roter Hirsch. Auf dem Schild ruht eine rote dreitürmige Mauerkrone, deren mittlerer Turm mit dem Berliner Wappenschild belegt ist.
Wappenbegründung: Das Wappen des Bezirks Tempelhof-Schöneberg vereinigt die Wappen der ehemaligen Bezirke Tempelhof und Schöneberg in einem gespaltenen Schild. Dabei verweist das vordere Feld mit dem Templerkreuz auf die Gründer des Ortes Tempelhof. Der rote Hirsch im hinteren Feld ist dem Wappen Schönebergs entlehnt, der ehemals in doppelter zugewendeter Form auf einem grünen Dreiberg sprang – Die Mauerkrone das verbindende Element aller Berliner Bezirke.

### Städtepartnerschaften
Der Bezirk unterhält folgende Städtepartnerschaften:
| International Amstelveen, Niederlande London Borough of Barnet, Vereinigtes Königreich Charenton-le-Pont, Département Val-de-Marne, Frankreich Koszalin, Polen Levallois-Perret, Frankreich Mezitli, Bezirk der Stadt Mersin, Türkei Nahariya, Israel | National - Ahlen, Nordrhein-Westfalen - Landkreis Bad Kreuznach, Rheinland-Pfalz - Kreis Paderborn, Nordrhein-Westfalen - Penzberg, Bayern - Landkreis Teltow-Fläming, Brandenburg - Werra-Meißner-Kreis, Hessen - Wuppertal, Nordrhein-Westfalen |

### Polizei
Die Direktion 4 der Berliner Landespolizei ist für die Bezirke Tempelhof-Schöneberg und Steglitz-Zehlendorf zuständig.
Am Bahnhof Südkreuz übernimmt die Bundespolizei Aufgaben des Grenzschutzes.

## Wirtschaft

### Unternehmen

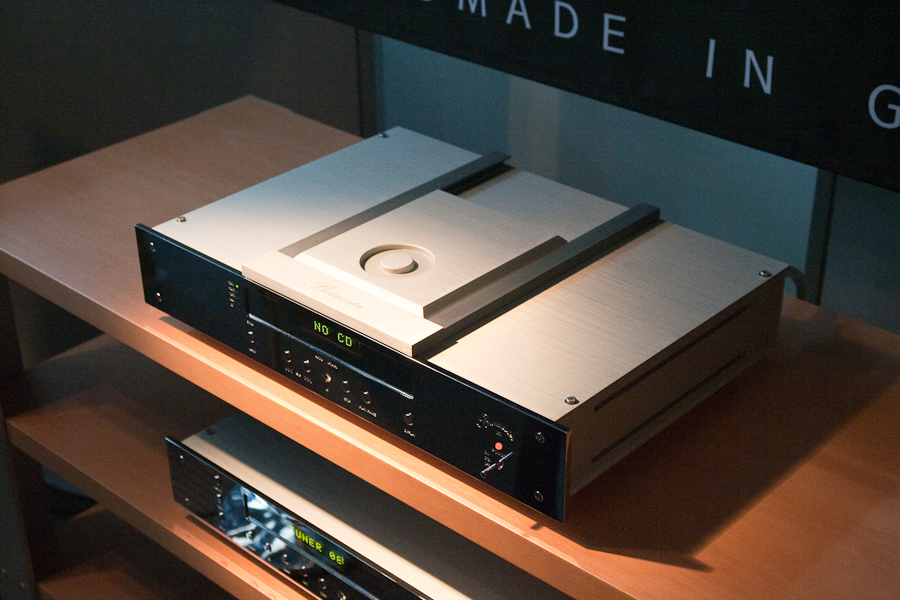
Burmester-Produkt

Die Burmester Audiosysteme GmbH wurde in Schöneberg gegründet und ist als Hersteller von Premium-Audiokomponenten bekannt.
Das 1902 gegründete Mercedes-Benz-Werk Berlin in Marienfelde ist einer der größten industriellen Arbeitgeber in Berlin. Rund 2500 Mitarbeiter sind dort angestellt. Das Werk gehört zur Daimler AG.
In Tempelhof produziert die Backwarenfirma Bahlsen aus Hannover in der Oberlandstraße. Ein Fabrikverkauf wird in der Ordensmeisterstraße angeboten.
Ebenfalls in der Oberlandstraße produziert Procter & Gamble Klingen und anderen Rasierbedarf unter dem Markennamen Gillette.

### Handel

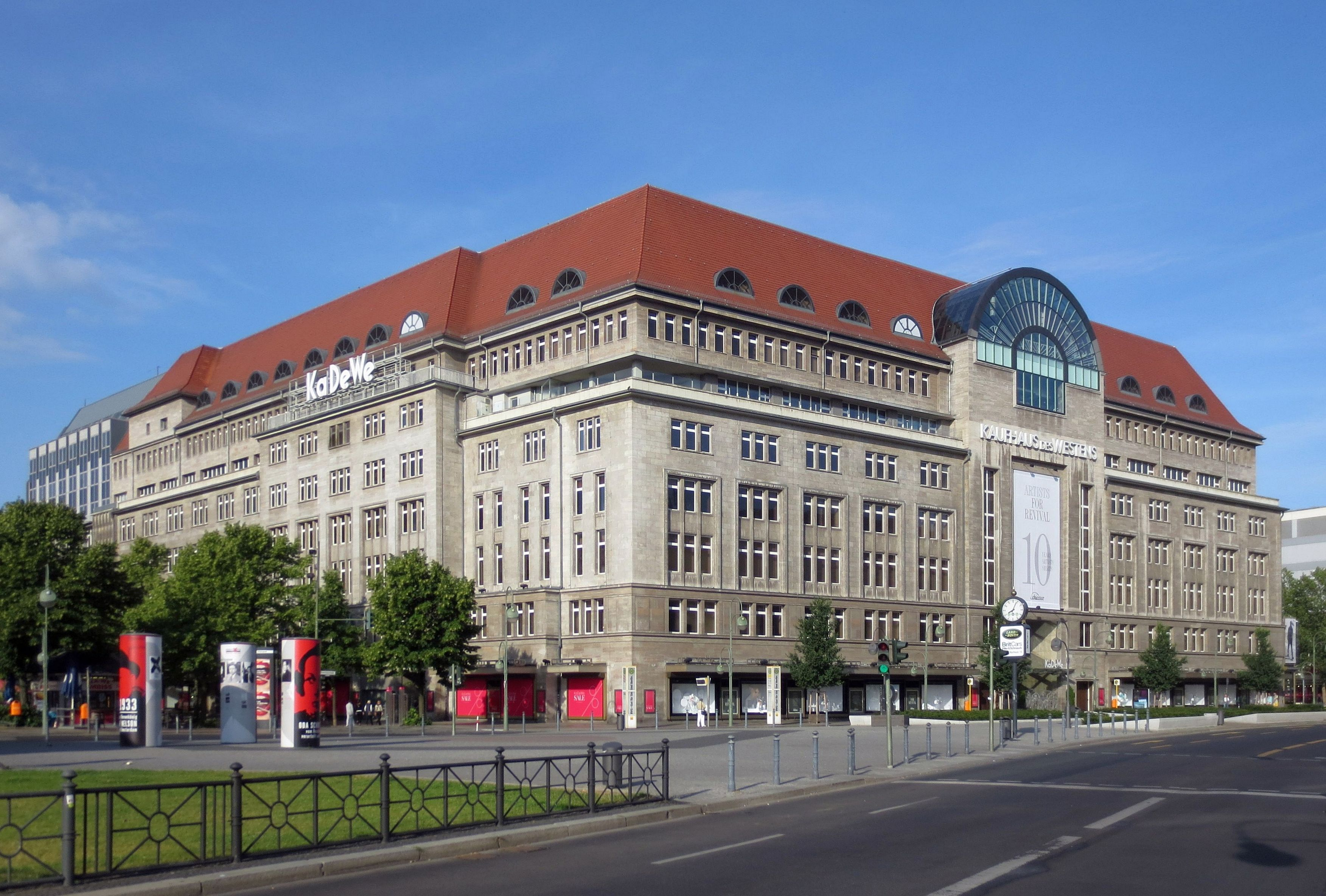
KaDeWe

Das Kaufhaus des Westens (KaDeWe) am Schöneberger Wittenbergplatz ist ein Warenhaus mit einem gehobenen Sortiment und Luxuswaren. Es zählt zu den bekanntesten Warenhäusern Europas und ist mit rund 60.000 Quadratmetern Verkaufsfläche das größte Warenhaus Deutschlands.
Die angrenzende Tauentzienstraße, im Berliner Volksmund kurz der Tauentzien, bildet die Verlängerung des Kurfürstendamms und zählt zu einer der teuersten Lagen Deutschlands. Die Tauentzienstraße ist eine der meist frequentierten Einkaufsstraßen der Stadt.
In Tempelhof existiert darüber hinaus am Tempelhofer Damm zwischen Alt-Tempelhof und Ordensmeisterstraße ein Einkaufs- und Geschäftszentrum. Am Tempelhofer Hafen wurde 2009 das gleichnamige Einkaufszentrum eröffnet.

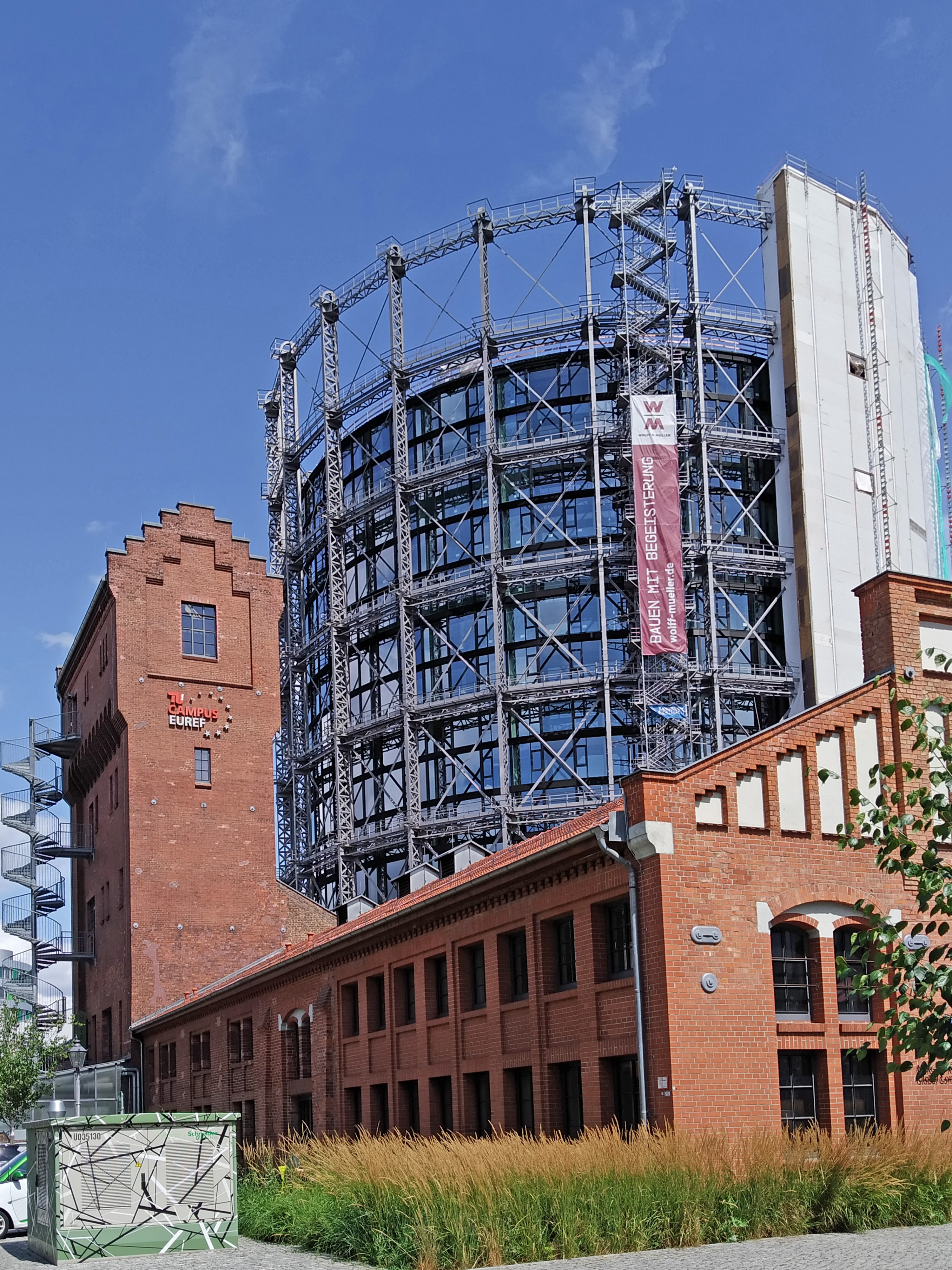
EUREF-Campus, 2023

### Energiewirtschaft
Das Europäische Energieforum (EUREF) liegt im Ortsteil Schöneberg. Der Campus um den Gasometer Schöneberg ist ein Standort für Unternehmen aus den Bereichen Energie und Mobilität. Unter anderem befindet sich hier die Firmenzentrale der GASAG.
Weitere Firmen die im Forum Standorte betreiben sind u. a. Deutsche Bahn, Schneider Electric, Vattenfall und Arcadis.

### Medienwirtschaft
Im Bereich der Medienwirtschaft ist der Sitz des Deutschlandradios in Schöneberg bedeutend. Sony Music Entertainment betreibt seit dem Jahr 2020 seine Deutschlandzentrale im Bezirk. Springer Nature hat einen Standort am Bahnhof Südkreuz eingerichtet.

### Handwerk
Im Jahr 2012 waren von den 30.862 in Berlin ansässigen Handwerksbetrieben insgesamt 2.859 in Tempelhof-Schöneberg gemeldet.

## Infrastruktur

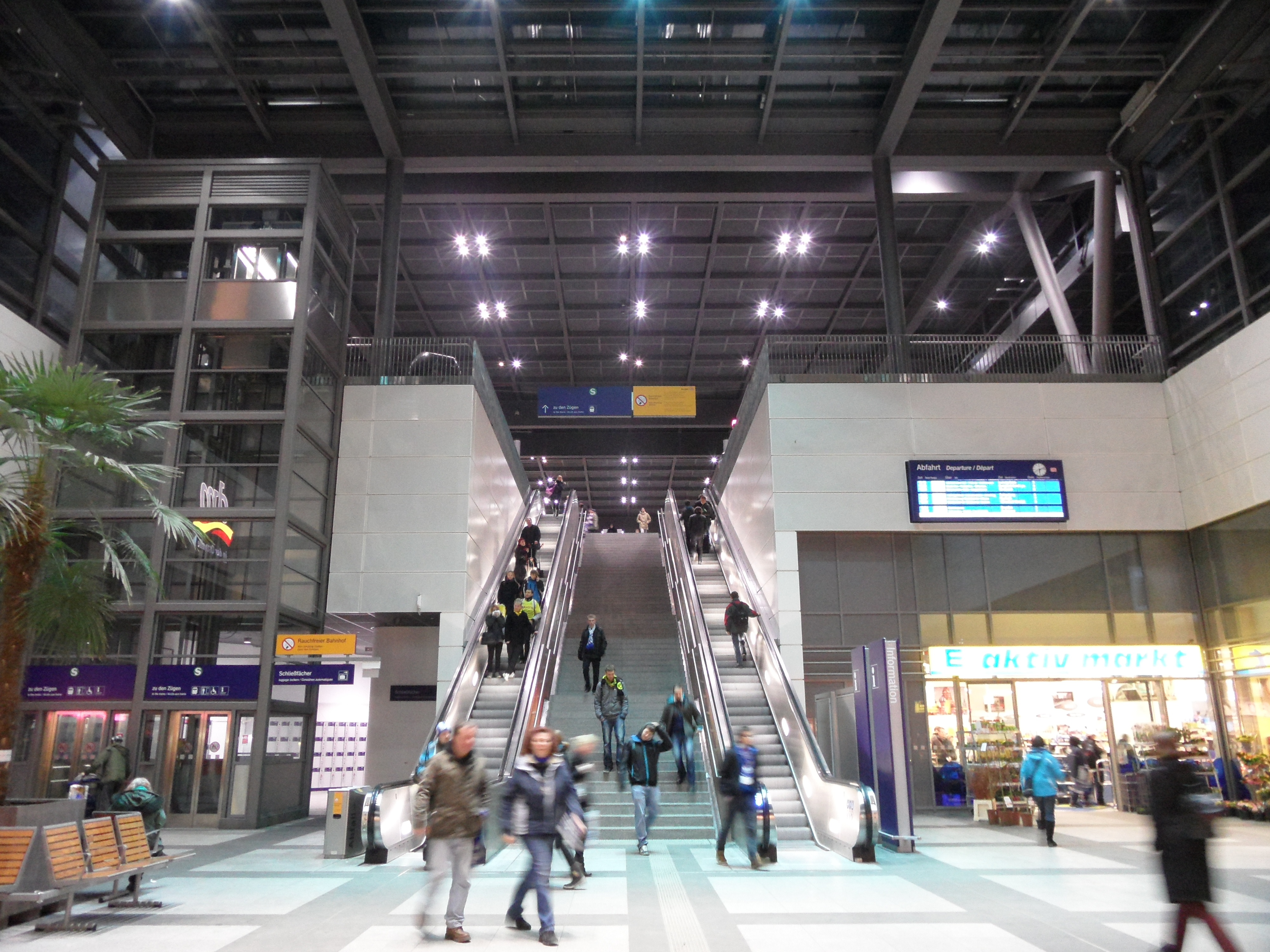
Eingangshalle des Bahnhofs Südkreuz

### Individualverkehr
Die Autobahnen A 100 und A 103 sowie die Bundesstraßen B 1, B 96, und B 101 führen durch den Bezirk Tempelhof-Schöneberg. Die geplante Radschnellverbindung Teltowkanal-Route soll ebenfalls durch Tempelhof-Schöneberg verlaufen.
Der Bezirk wurde 2015 für die Einrichtung der deutschlandweit ersten sogenannten Begegnungszone im Bereich der Maaßenstraße bekannt. Das Projekt gilt jedoch als gescheitert.

### Öffentlicher Personennahverkehr
Die S-Bahn-Linien S1, S2, S25, S26, S41, S42, S45 und S46 sowie die U-Bahn-Linien U1, U2, U3, U4, U6, U7 und U9 führen durch den Bezirk.
Der Bahnhof Südkreuz in Schöneberg verfügt über eine direkte Anbindung an den Fern- und Regionalverkehr der Deutschen Bahn. Der Bahnhof wird unter anderem von der ICE-Linie Hamburg – Berlin – Leipzig – München bedient.

## Bildung

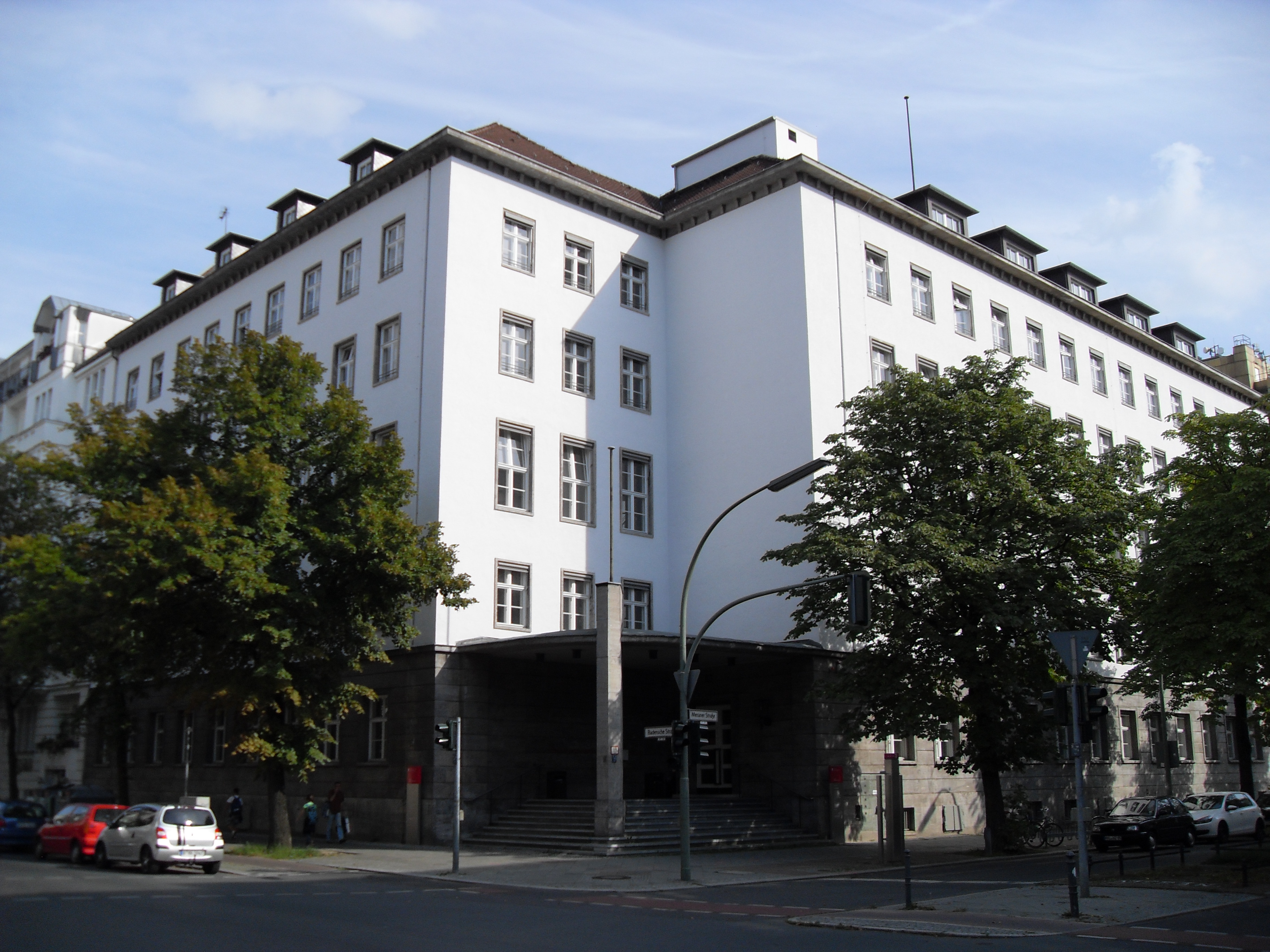
HWR Campus in Schöneberg

### Schulen
(Auswahl)
- Askanisches Gymnasium
- Eckener-Gymnasium
- Friedrich-Bergius-Schule
- Georg-Büchner-Gymnasium
- Luise-Henriette-Gymnasium
- Paul-Natorp-Gymnasium
- Rheingau-Gymnasium
- Robert-Blum-Gymnasium
- Rückert-Gymnasium

### Hochschulen
- Hochschule für Wirtschaft und Recht Berlin

## Kultur

### Kulturinstitutionen

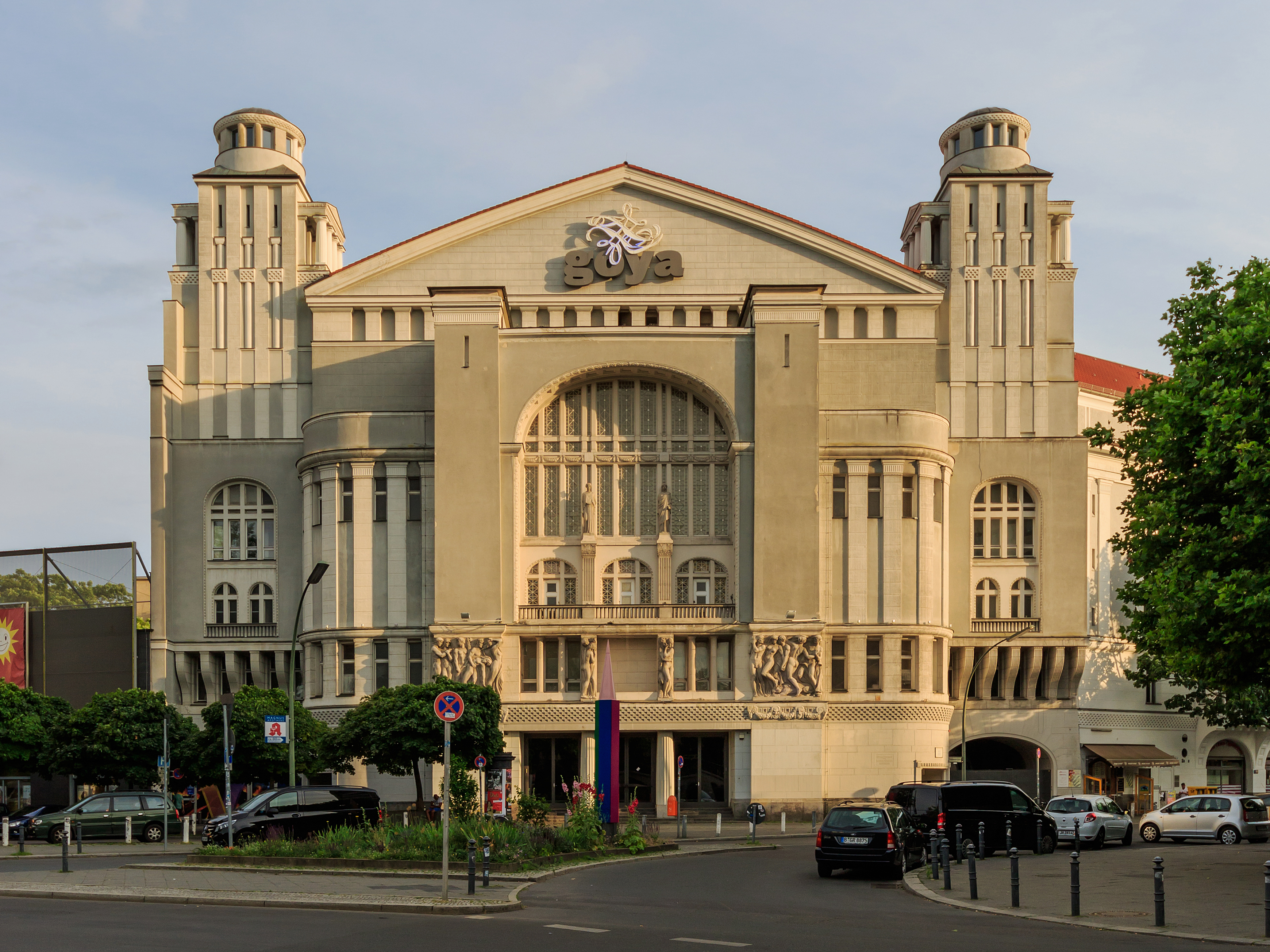
Metropol am Nollendorfplatz

Die Columbiahalle in Tempelhof ist ein Veranstaltungsort für Pop- und Rockkonzerte. Die Halle bietet bis zu 3500 Besuchern Platz.
Das Metropol am Nollendorfplatz, früher auch als Neues Schauspielhaus bekannt, ist ein vielseitig nutzbarer Veranstaltungsraum. Hier finden Konzerte und unterschiedliche Ereignisse wie privat organisierte Galas oder auch Abiturfeiern statt.
Der Bezirk betreibt die nach Leo Kestenberg benannte Leo-Kestenberg-Musikschule mit dem Sinfonieorchester Tempelhof (SOT).
Im Bezirk befindet sich auch das Kulturzentrum ufaFabrik und das Ausstellungshaus für urbane Gegenwartskunst Urban Nation.
Auf dem Gelände der Berliner Union-Film an der Oberlandstraße befinden sich die Atelier Gardens mit verschiedenen kulturellen Angeboten.

### Kirchenbauten
- Friedenau
  - Zum Guten Hirten
- Lichtenrade
  - Dietrich-Bonhoeffer-Kirche
  - Dorfkirche Lichtenrade
  - Salvator-Kirche
- Mariendorf
  - Dorfkirche Mariendorf
  - Maria Frieden

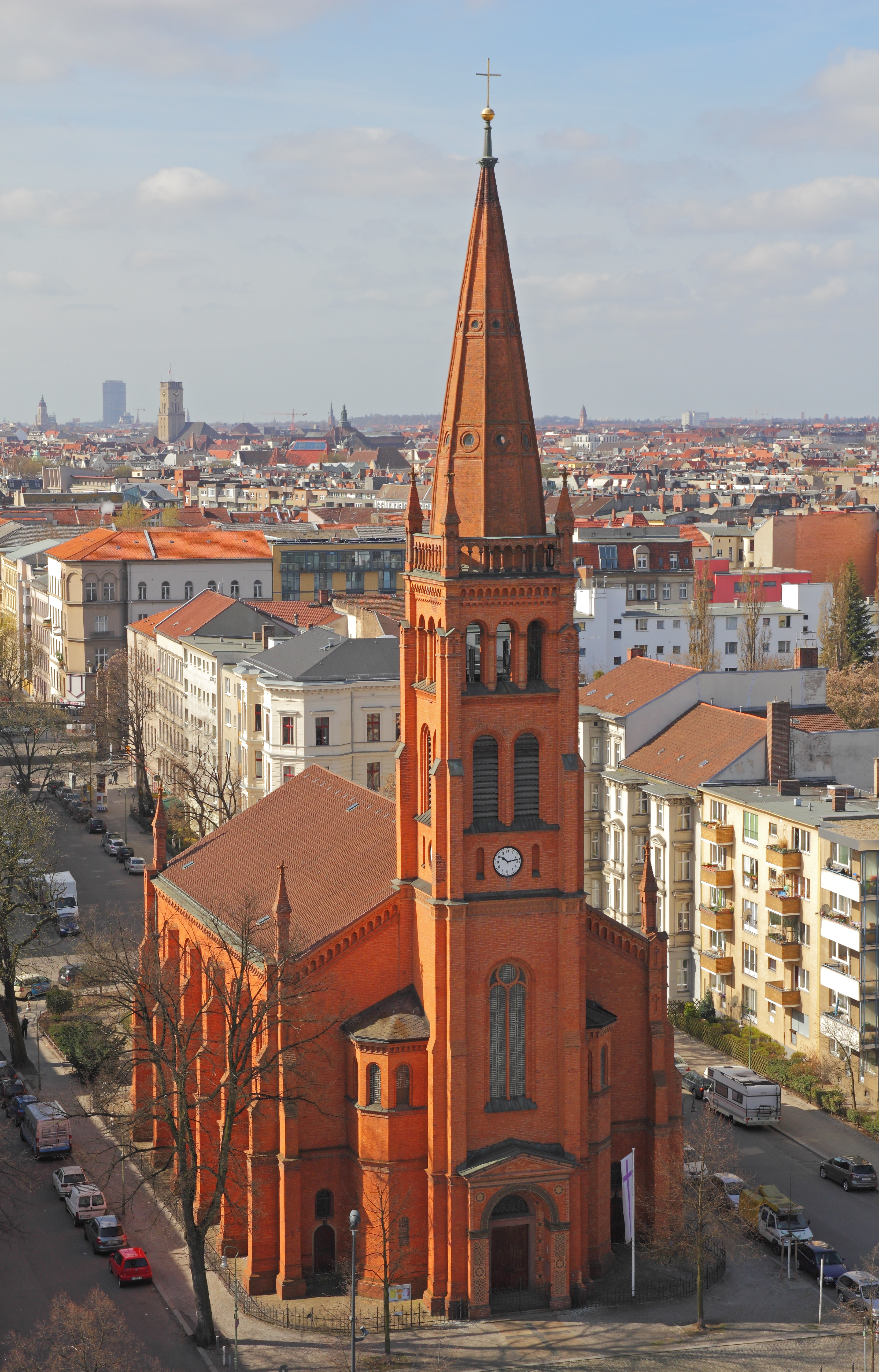
Zwölf-Apostel-Kirche

  - Gemeindezentrum Nathan-Söderblom-Haus (Berlin-Mariendorf), Kirchengemeinde Mariendorf-Süd
  - Martin-Luther-Gedächtniskirche
- Marienfelde
  - Dorfkirche Marienfelde
  - Klosterkirche Vom Guten Hirten
- Schöneberg
  - Apostel-Paulus-Kirche
  - Dorfkirche Schöneberg
  - Königin-Luise-Gedächtniskirche
  - Neuapostolische Kirche
  - St. Matthias-Kirche
  - St.-Elisabeth-Kirche
  - Zwölf-Apostel-Kirche
- Tempelhof
  - Dorfkirche Tempelhof
  - Herz-Jesu-Kirche
  - Kirche auf dem Tempelhofer Feld
  - St. Judas-Thaddäus

### Märkte und Feste
Der Wochenmarkt am Winterfeldplatz findet jeden Samstag statt. Das Kürbisfest wird einmal jährlich in der Schöneberger Akazienstraße gefeiert.
Im Monat Dezember, zur Weihnachtszeit, finden alljährlich zahlreiche Gospel-Konzerte in der Apostel-Paulus-Kirche statt. Seit den 1990er Jahren hat sich die Kirche zu einem Ort für Popmusik entwickelt.

### Szeneleben

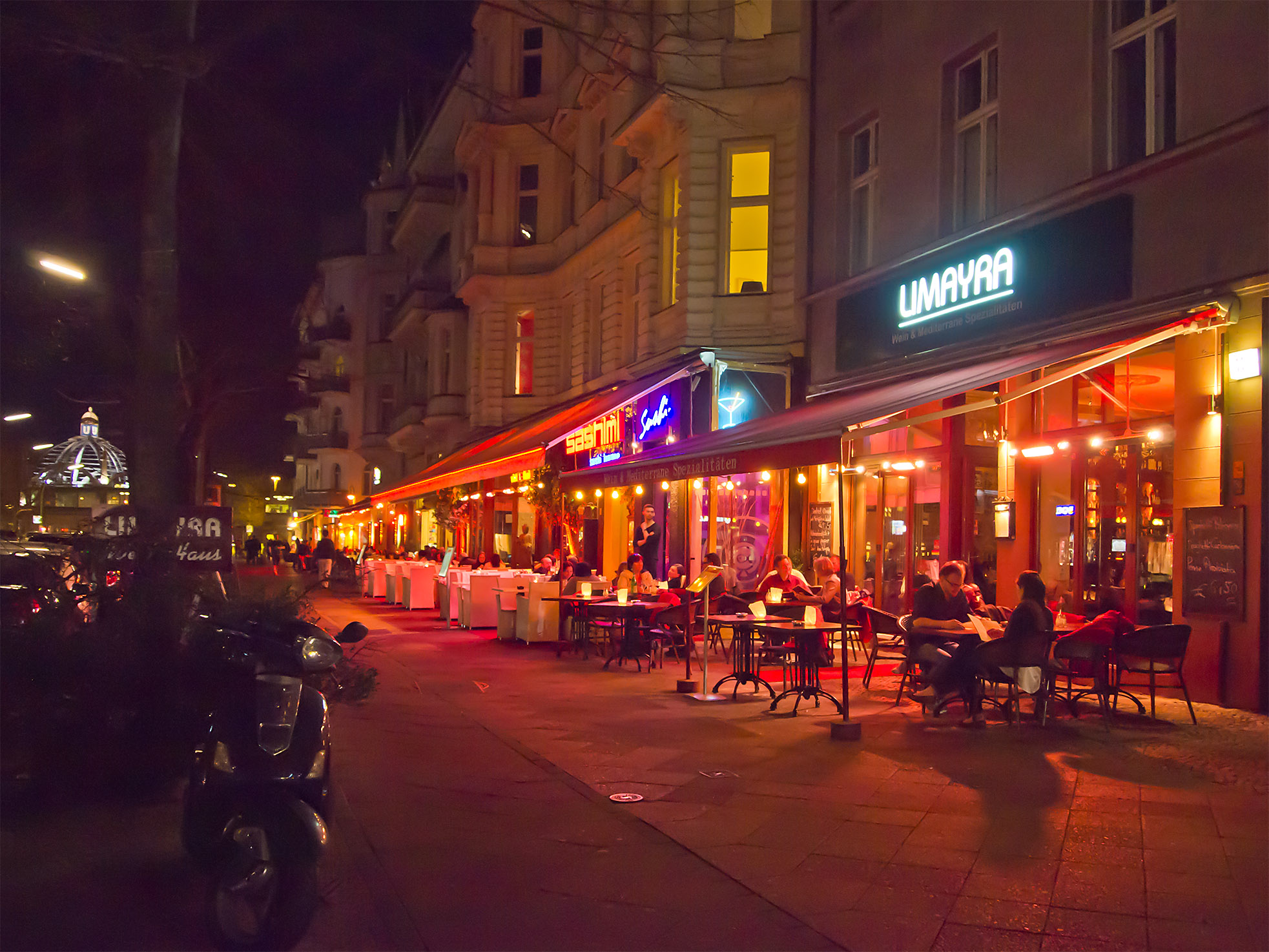
Maaßenstraße bei Nacht

Im Nollendorfkiez um die Fuggerstraße, die Motzstraße und den Nollendorfplatz befinden sich zahlreiche Kneipen, Bars und Läden, die sich überwiegend an ein homosexuelles Publikum richten. Jährlich an einem Wochenende im Juni oder Juli findet in diesem Teil Berlins das Lesbisch-Schwule Stadtfest statt, das mit einer Mischung aus Informationsständen gleichgeschlechtlicher Gruppen, Showbühnen sowie Imbiss- und Verkaufsbuden hunderttausende Besucher aus aller Welt anzieht.
Der Kiez galt bereits in den Goldenen Zwanzigern als Gegend, die über eine dichte Infrastruktur und kulturelles Angebot für homosexuelle und transgeschlechtliche (queere) Menschen verfügt. Das Viertel ist geprägt von teilweise komplett erhaltenen Straßenzügen der Gründerzeit und kaiserzeitlichen Schmuckplätzen, wie dem Winterfeldplatz oder dem Viktoria-Luise-Platz.

### Der Bezirk in der Kunst
Der autobiografisch angelehnte Roman Leb wohl, Berlin des britischen Autors Christopher Isherwood, der zweieinhalb Jahre in der Nollendorfstraße 17 wohnte, wo ein Großteil der Handlung des Buches spielt. Der Roman war unter anderem Vorlage für das Musical Cabaret. Teile des Films Himmel über Berlin von Wim Wenders wurden in Schöneberg gedreht.

### Sport

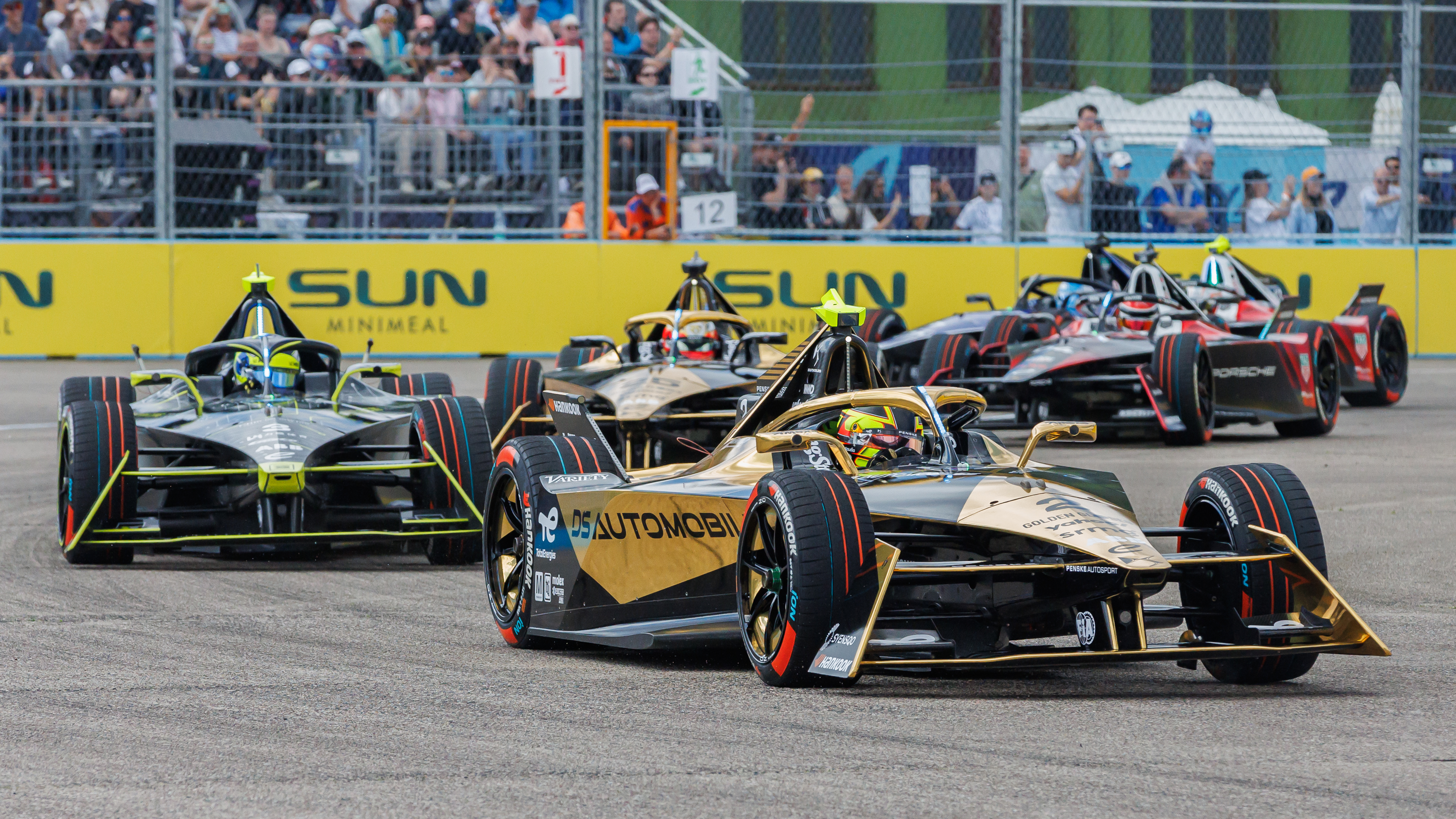
Berlin E-Prix

Das Tempelhofer Feld ist ein zentraler Ort der Fußballgeschichte von Berlin und Deutschland. Außerdem hat der FC Viktoria 89 durch seinen Vorgängerverein BFC Viktoria 1889, der zweimal Deutscher Meister wurde, seine Wurzeln in Tempelhof. Der BFC Germania 1888 aus Tempelhof ist der älteste noch bestehende Fußballverein Deutschlands und gewann 1891 die erste (inoffizielle) deutsche Meisterschaft. Das Volksparkstadion Mariendorf ist das größte Stadion im Bezirk mit einer Kapazität für 10.000 Zuschauer.

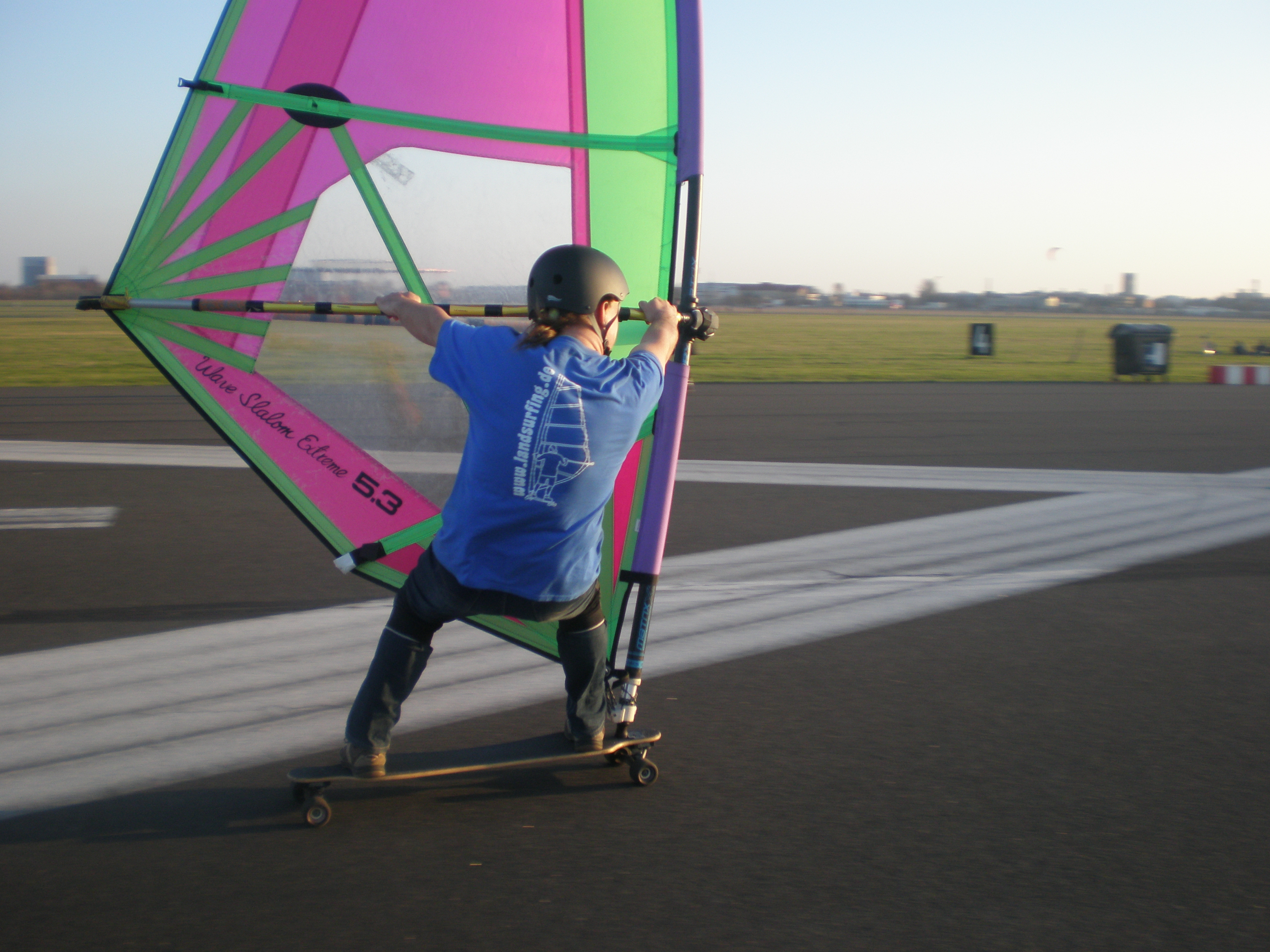
Windskater auf dem Tempelhofer Feld

Der Berlin ePrix, ein Motorsport-Rennen der Formel E, wurde 2015 und 2017 auf dem Tempelhofer Feld ausgetragen. Eine der traditionsreichen Pferderennbahnen in Deutschland ist die Trabrennbahn Mariendorf. Seit 1895 findet dort jährlich das Deutsche Traber-Derby statt.
Der Olympische Sport-Club Berlin zählt mit etwa 2500 Mitgliedern zu den größten Sportvereinen in Tempelhof-Schöneberg. Sieben olympische Medaillen, 37 Medaillen bei Welt- und Europameisterschaften sowie Weltspielen und über 280 Deutsche Meisterschaften hat der Club nach Berlin geholt.
Im Bezirk Tempelhof-Schöneberg gab es im Jahr 2017 mindestens 15 Yogastudios.
Das Sportzentrum Schöneberg ist eine der größten Schwimmhallen in Berlin. Hier werden Wettkämpfe in unterschiedlichen Disziplinen des Schwimmsports abgehalten. Das Stadtbad Schöneberg zählt zu den bekannten Hallenbädern im Freizeitbereich.
Seit der Eröffnung des Tempelhofer Feldes nutzen viele Berliner die großen Flächen des Parks als individuellen Trainings- und Übungsplatz. Kiteboarder und Windskater haben dort Freiraum, um ihren Sport auszuüben.